# Фінгеринг

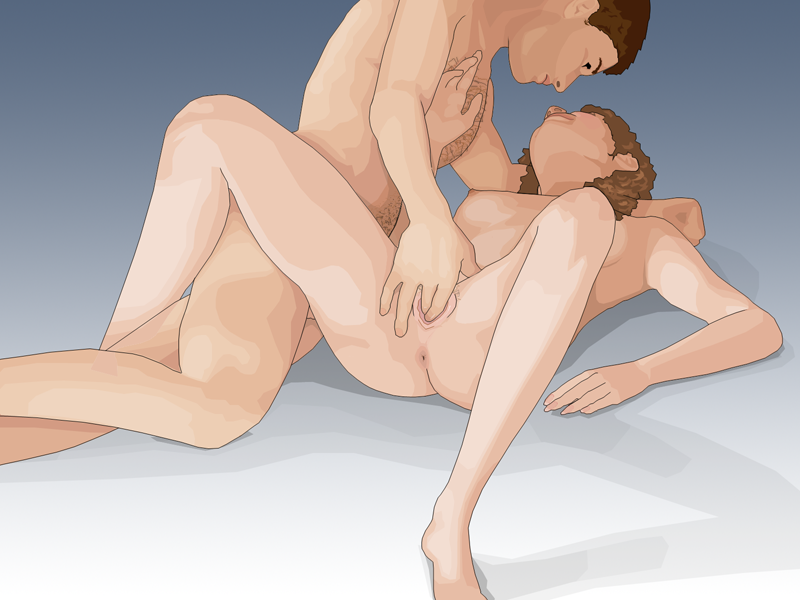
Фінгеринг

Фі́нгеринг (англ. fingering, від finger — «палець руки») — сексуальна практика стимуляції пальцями вульви, голівки клітора, вагіни чи ануса. Одна з найпоширеніших форм прелюдії або спільної (взаємної) мастурбації.
Фінгеринг не включає стимуляцію іншим об'єктом, крім пальця, і чоловічу мастурбацію. Є поширеним способом жіночої мастурбації.

## Вагінально-кліторальний фінгеринг
Вагінальний фінгеринг є повноцінною сексуальною практикою і може закінчитися оргазмом. Може включати чи не включати статевий акт, може бути початком інших сексуальних дій.

## Анальний фінгеринг
Анальний фінгеринг може застосовуватися як до жінок, так і до чоловіків. В основному здійснюється для підготовки ануса партнера до анального сексу, оскільки ручна стимуляція здатна розслабити задній прохід.